# Ichneumon lacunae
Ichneumon lacunae là một loài tò vò trong họ Ichneumonidae.